# Scott Sinclair
Scott Sinclair, född den 25 mars 1989 i Bath i Somerset, är en engelsk fotbollsspelare som spelar för Bristol Rovers.

## Karriär
Sinclair är fostrad i Bristol Rovers sedan nio års ålder och gjorde sin första A-lagsmatch vid 15 års ålder mot Leyton Orient.
År 2005 gick han till Chelsea och i november samma år blev det en rättegång där Bristol Rovers tilldelades 1 800 000 kr och ytterligare 6 750 000 kr beroende på hur bra han spelar i sin nuvarande klubb. De får också 15 % av pengarna som Chelsea får då han säljs vidare.
Scott Sinclair har varit utlånad till Plymouth Argyle där han spelade 15 matcher och gjorde fyra mål. Sedan blev han utlånad till Queens Park Rangers där han spelade nio matcher och gjorde tre mål. 2008 blev han vidare utlånad till Charlton Athletic där han spelade tre matcher utan att göra mål. Efter detta blev han utlånad till Crystal Palace där han spelade sex matcher och gjorde två mål.
Den 9 augusti 2010 skrev Sinclair på ett treårskontrakt med Swansea City som betalade 500 000 pund för honom.
Den 18 oktober 2022 blev Sinclair klar för en återkomst i Bristol Rovers, där han skrev på ett korttidskontrakt fram till januari 2023. I januari 2023 förlängde han sitt kontrakt med 1,5 år. I juli 2024 förlängde han sitt kontrakt med ett år.